# Kalawy Bay
Kalawy Bay ist eine Bucht des Roten Meeres im Gouvernement al-Bahr al-ahmar in Ägypten. Sie liegt 32 Kilometer südlich von Safaga.

## Beschreibung

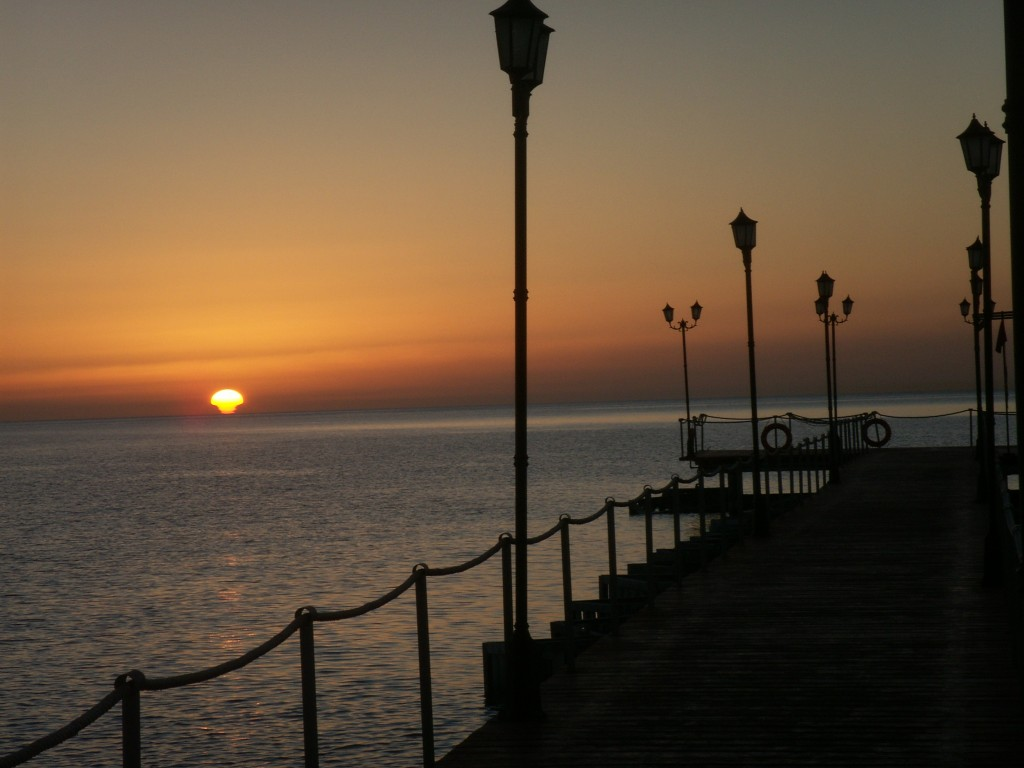
Steg zum Riff

Die Bucht ist bei Ebbe nicht mit dem Meer verbunden. In kurzer Entfernung vor dem Strand finden sich einige kleinere Riffe. Der die Bucht umgebende Strand Kalawy Beach war zwischen 1992 und 2003, die Bucht selbst 2011 Gegenstand meeresbiologischer Untersuchungen.

## Uferbebauung
Am Ufer erstreckt sich über eine Fläche von etwa 46 ha ein Gebäudekomplex aus einem von vier geplanten Hotels mit dazugehöriger Infrastruktur.

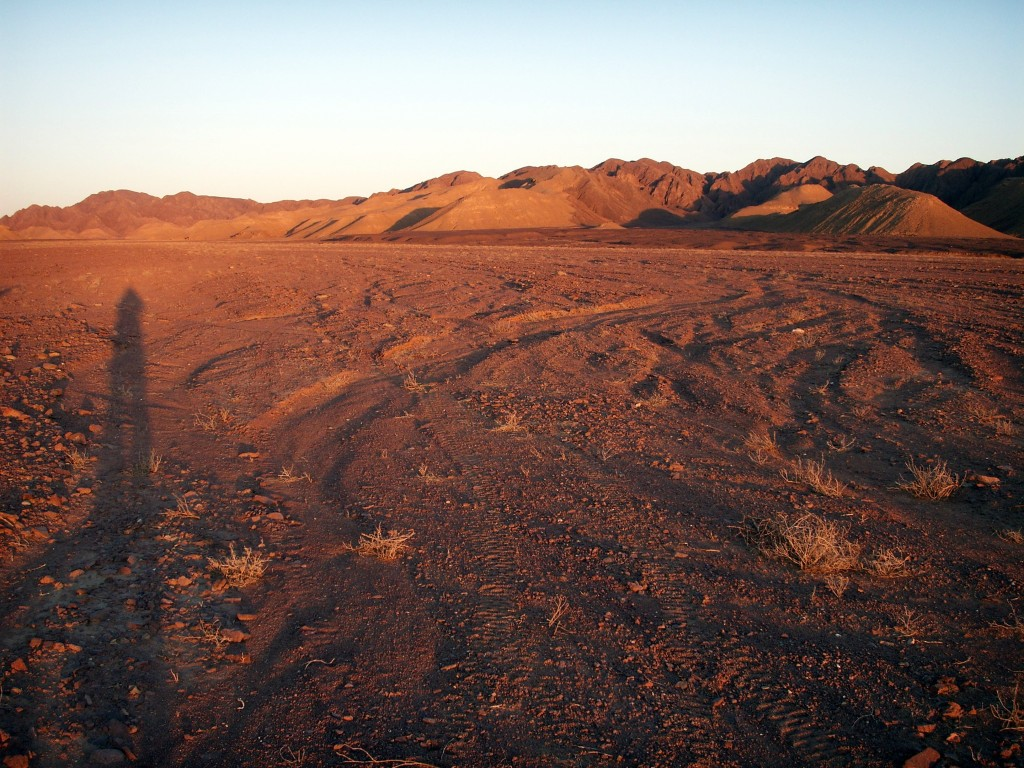
Arabische Wüste im Umland

Direkt hinter den Hotelanlagen beginnt die Arabische Wüste.